# Spiniflabellum
Spiniflabellum is een monotypisch mosdiertjesgeslacht uit de familie van de Cribrilinidae en de orde Cheilostomatida. De wetenschappelijke naam ervan is in 2015 voor het eerst geldig gepubliceerd door Di Martino & Rosso.

## Soort
- Spiniflabellum spinosum (Canu & Bassler, 1928)